# Vacha
Vacha est une ville de Thuringe, Land d'Allemagne, de l'arrondissement de Wartburg.

## Géographie
Vacha est située dans la vallée de la Werra, au nord du massif de la Rhön.

## Histoire
Vacha faisait historiquement partie du Grand-Duché de Saxe-Weimar-Eisenach au sein de l'Empire allemand (1871-1918).

### Personnalités de Vacha
- Georg Witzel (1501–1573), natif de Vacha, théologien allemand pendant la période de la Réforme
- Johann Gottfried Seume (1763–1810), poète, écrivain, voyageur, Shangaïé à Vacha en 1781 par recruteurs hessois alors qu'il se rendait à Paris, forcé de servir dans l’armée et loué à l'Angleterre par le landgrave de Hesse-Cassel pour combattre dans la guerre d’indépendance américaine[1]. Le gymnase municipal porte son nom[2].

## Jumelages
- Sargé-lès-le-Mans (France) depuis 1992
- Blatná (Tchéquie)
- Philippsthal (Werra) (Allemagne)